# Mojmira
Mojmira – żeński odpowiednik imienia Mojmir. Znaczenie imienia: "mój pokój", "mój skarb". W tej formie imię nienotowane w źródłach staropolskich.